# 필암서원 문적 일괄
필암서원 문적 일괄(筆巖書院 文籍 一括)은 국립광주박물관과 필암서원에 분산 배치된 조선시대의 문서류이다. 1975년 5월 1일 대한민국의 보물 제587호로 지정되었다.

## 개요
필암서원은 조선 선조 23년(1590)에 창건되고, 현종 3년(1662)에 사액을 받은 서원이다. 여기에는 하서 김인후(1510∼1560)와 고암 양자징(1523∼1594)의 위패를 모시고 있다.
김인후는 조선 중기의 유학자이자 문신으로, 1540년 문과에 급제하여 벼슬길에 올랐다. 을사사화가 일어나자 병을 핑계삼아 나아가지 않고 고향인 장성으로 돌아갔다. 시와 문장에 뛰어나 10여권의 시문집을 남겼고, 그의 성리학 이론은 유학사에 있어서 중요한 위치를 차지한다.
이곳에서 지정된 유물은 총 14책 64매로, 창건당시부터 보존되어 온 것이 아니라 인조 2년(1624)부터 1900년경까지의 자료들이다. 필암서원 문적 일괄(筆巖書院 文籍 一括)을 보면, 필암서원의 역대 원장들을 기록한『원장선생안』, 학생들의 수업을 담당한 교관, 강의에 참석한 인물의 명단 등을 기록한『집강안』, 강회 참가자의 명단인『문계안』, 필암서원 소속 유생들의 명단인『서재유안서』, 필암서원의 재산을 기록한『필암서원원적』, 『필암서원 성책』, 『노비안』, 『봉심록』등이다.
이것들은 필암서원의 운영과 구성을 살펴 볼 수 있으며, 또한 조선시대 지방교육제도와 사회경제사를 연구하는데 매우 귀중한 자료이다.

## 같이 보기
- 김인후
- 장성 필암서원 (사적 제242호)

## 참고 자료
- 필암서원 문적 일괄 - 국가유산청 국가유산포털